# Illuminata Bembo
Illuminata Bembo (Venezia, 1410 circa – Bologna, 18 maggio 1496) è stata una religiosa italiana.

## Biografia

Stemma dei Bembo

Appartenente all'omonima famiglia nobile veneziana, nel 1430 entrò nell'ordine delle Clarisse francescane a Ferrara, dove conobbe Caterina da Bologna. Quando quest'ultima si recò nella natia Bologna nel 1456, Illuminata la seguì, contribuendo a fondare la nuova comunità delle suore Clarisse in città. Alla morte di Caterina nel 1472, Illuminata la successe nel ruolo di badessa del monastero e compose lo Specchio di illuminazione, un'agiografia sulla santa bolognese che raccoglie anche conversazioni e memorie personali relativi al rapporto intrattenuto tra le due.
Alla sua morte, il suo nome fu registrato nel martirologio francescano. Il patriarca Giovanni Tiepolo la incluse nell'albo dei Santi e Beati veneziani.